# Saison cyclonique 2015-2016 dans l'océan Indien sud-ouest
La saison cyclonique 2015-2016 dans le sud-ouest de l’océan Indien s'étend officiellement du 15 novembre 2015 au 30 avril 2016, à l'exception de Maurice et des Seychelles, dont la saison se termine le 15 mai 2025. Ces dates délimitent traditionnellement la période de l'année durant laquelle la plupart des cyclones tropicaux et subtropicaux se forment dans le bassin qui est à l'ouest de 90 ° E et au sud de l'équateur. La formation de cyclones dans ce bassin est surveillée par le Centre météorologique régional spécialisé cyclones de La Réunion (CMRS).
Elle a vu un nombre légèrement inférieur à la moyenne de formations de cyclones tropicaux, débutant le 19 novembre 2015 avec la première tempête nommée Annabelle. La dernière, et la plus forte tempête, Fantala, s'est dissipée le 1er avril 2016. L'activité de la saison a été influencée par le phénomène El Niño en cours et par un dipôle positif dans l'océan Indien.
La plupart des systèmes durant la saison sont restés faibles, avec seulement trois tempêtes (Uriah, Emeraude et Fantala) atteignant au moins la force d'un cyclone tropical avec des vents de 120 km/h, par rapport à la moyenne de cinq. Cependant, la saison a été marquée par le cyclone Fantala qui est devenu le cyclone tropical le plus fort jamais enregistré dans le bassin en termes de vents soutenus de 10 minutes à 250 km/h km/h et en termes de vents soutenus pendant 1 minute à 285 km/h km/h.

## Prévisions saisonnières
Le 19 octobre, les services météorologiques de Maurice (MMS) ont publié leurs prévisions d'une saison moyenne, avec la formation de sept à neuf cyclones, était attendue. Le MMS a également indiqué que la région équatoriale au nord de l'île Maurice, à l'est d' Agaléga et à l'ouest de Diego Garcia, pourrait être particulièrement propice à la formation de cyclones.
Météo-France a publié le 12 novembre ses prévisions saisonnières d'activité cyclonique pour le bassin. Le CMRS a prédit une saison légèrement inférieure à la moyenne, citant les effets d'un événement El Niño très fort. Par rapport à une moyenne de dix tempêtes tropicales modérées qui se forment habituellement dans le sud-ouest de l'océan Indien, une probabilité de 70 % a été donnée à la formation de six à dix tempêtes nommées. On estime à 20 % la probabilité de formation de seulement cinq cyclones ou moins, et à 10 % la probabilité d'un niveau d'activité supérieur à la moyenne. Le CMRS s'attendait à ce qu'un nombre supérieur à la moyenne de tempêtes nommées se développe dans la région centrale du bassin (de 60°E à 77°E) et qu'il y ait une activité inférieure à la moyenne à l'est de 77°E. Une activité proche de la normale était attendue à l’ouest de 60°E. Le CMRS a également prédit que le mouvement des cyclones au cours de la saison aurait une composante méridionale plus forte que la normale, avec une tendance à se déplacer rapidement vers le sud

## Nom des tempêtes
Au sein de l'océan Indien sud-ouest, les dépressions tropicales et les dépressions subtropicales pour lesquelles est mesuré un vent soutenu sur 10 minutes de 65 km/h par le Centre météorologique régional spécialisé cyclones de La Réunion (CMRS) reçoivent généralement un identifiant. Les Centres consultatifs sous-régionaux de cyclones tropicaux à Maurice et à Madagascar nomment les systèmes plus intenses. Le centre de Maurice nomme les systèmes qui s'intensifient en tempête tropicale modérée entre 55 et 90 ° E. Entre 30 et 55 ° E, c'est le centre de Madagascar qui attribue un nom.
| FTT  | Annabelle  |
| TTM  | Bohale     |
| FTT  | Corentin   |
| TTM  | Daya (BOM) |
| CTI  | Uriah      |
| CTI  | Emeraude   |
| CTTI | Fantala    |

| Inc. | Gao      |
| Inc. | Hassina  |
| Inc. | Inacio   |
| Inc. | Juma     |
| Inc. | Ketiwe   |
| Inc. | Lalelani |

## Déroulement de la saison
La saison a débuté le 19 novembre, avec la formation d'Annabelle. Après un mois d'inactivité, Bohale s'est formé, mais n'a atteint qu'une force de cyclone tropical modérée. Un autre mois s'écoula avant que Corentin ne se forme le 20 janvier  En février, le bassin est devenu quelque peu plus actif avec la formation de Daya  et l'entrée d'Uriah dans le bassin quelques jours plus tard. Emeraude s'est formé en mars, atteignant rapidement la force d'un cyclone tropical intense, avant de s'affaiblir rapidement. La tempête tropicale modérée 07 s'est formée à la fin du mois de mars. En avril, la saison s'est terminée avec Fantala vers la fin du mois et a atteint son intensité maximale en tant que cyclone tropical le plus fort enregistré dans le bassin en termes de vents soutenus. Fantala s'est dissipé le 23 avril, mettant fin à la saison.

## Chronologie des événements
| Classifications des systèmes tropicaux sur le bassin, | Classifications des systèmes tropicaux sur le bassin, |
| Vent soutenu sur 10 minutes (nœuds)                   | Océan Indien sud-ouest Météo-France                   |
| ----------------------------------------------------- | ----------------------------------------------------- |
| <28                                                   | Perturbation tropicale                                |
| 28–33                                                 | Dépression tropicale                                  |
| 34–47                                                 | Tempête tropicale modérée                             |
| 48–63                                                 | Forte Tempête tropicale                               |
| 64–89                                                 | Cyclone tropical                                      |
| 90–115                                                | Cyclone tropical intense                              |
| Plus de 115                                           | Cyclone tropical très intense                         |

## Cyclones tropicaux

### Forte tempête tropicaleAnnabelle
Le CMRS de La Réunion a commencé à suivre une zone orageuse à 930 km à l'est-nord-est de Diego Garcia le 18 novembre. Elle a été désignée perturbation tropicale le lendemain et transformée en dépression tropicale peu de temps après. Le 20 novembre, l'organisation du système a continué de s'améliorer avec des bandes convectives serrées et il a été reclassé tempête tropicale modérée à environ 270 km au sud de Diego Garcia. Le système n'a été nommé Annabelle de manière opérationnelle que tôt le lendemain.
Celle-ci s'est intensifiée lentement alors qu'elle dérivait vers le sud-sud-est. Accélérant vers le sud-est, elle a développé un œil, puis Annabelle est devenue une tempête tropicale intense tôt le 23 novembre bénéficiant d'une forte divergence en altitude, Six heures plus tard, la tempête a atteint son intensité maximale avec des vents soutenus sur 10 minutes de 100 km/h.
Le 24 novembre, la convection d'Annabelle s'est désorganisée en raison d'un cisaillement accru du vent induit par un creux barométrique d'altitude et des températures océaniques plus fraîches. Elle a été déclarée post-tropicale. Ses restes s'affaiblirent au cours des jours suivants jusqu'à se dissiper le 27 novembre.

### Tempête tropicale modéréeBohle
Le 3 décembre, une zone de convection désorganisée s'est développée au-dessus des régions équatoriales de l'océan Indien central. Le système a suivi une trajectoire généralement sud-ouest jusqu'à ce qu'il s'intensifie en dépression tropicale 02 le 10 décembre. Elle s'est ensuite progressivement orientée vers le sud-sud-ouest et a montré une faible convection, laissant le système exposé alors qu'il luttait pour s'intensifier au sein d'une masse d'air sec.
Le système a reçu le nom de Bohale des services météorologiques de l'île Maurice, tôt le 11 décembre, en devenant une tempête tropicale modérée. Lors d'une réanalyse post-saison, Météo-France a déterminé que Bohale était devenue une tempête tropicale un jour plus tard, soit le 12 décembre.
Le système a maintenu son intensité maximale, avec des vents soutenus sur 10 minutes de 65 km/h km/h, pendant 18 heures avant de se transformer en dépression post-tropicale à 18 h UTC de même intensité. Les restes post-tropicaux de Bohale se sont déplacés lentement vers le sud jusqu'à leur dissipation le 16 décembre.

### Forte tempête tropicaleCorentin
Le CMRS a identifié une perturbation tropicale se déplaçant généralement vers l'ouest au-dessus de l'est de l'océan Indien le 20 janvier. Le lendemain à midi, elle s'est intensifiée en une tempête tropicale modérée qui a reçu le nom de Corentin. Poursuivant son intensification son mouvement a tourné vers le sud
Le système a été élevé au rang de tempête tropicale intense le 22 janvier alors qu'il se dirigeait presque vers le sud. Corentin a atteint son apogée plus tard dans la journée avec des vents soutenues sur 10 minutes de 110 km/h et montrant un grand œil déchiqueté de 110 km de diamètre. Ses vent soutenues sur 1 minute ont cependant atteint 140 km/h selon le Joint Typhoon Warning Center (JTWC), équivalent à un ouragan de catégorie 1 dans l'échelle de Saffir-Simpson,.
Le système a commencé à s'affaiblir le 23 janvier alors que sa représentation satellite s'est détériorée et que son œil a commencé à s'élargir. La tempête a continué à faiblir alors que le régime des vents en altitude devenait défavorable. Avec son centre exposé et se déplaçant au-dessus d'eaux plus froides, Corentin est passé en dépression post-tropicale le 24 janvier. Les restes post-tropicaux de Corentin ont erré dans le sud de l'océan Indien jusqu'à ce que sa dépression résiduelle s'est dissipé le 31 janvier,.

### Tempête tropicale modérée Daya
Une zone dépressionnaire s'est formée au sein d'un creux de mousson au-dessus du canal du Mozambique le 1er février Il s'est dirigé vers le sud-est, traversant Madagascar et devenant une perturbation tropicale à 380 km au nord de Saint-Denis, La Réunion le 8 février. La perturbation a commencé à se déplacer généralement vers le sud-ouest tout en s’intensifiant lentement. Le jour suivant, le système a tourné vers le sud-est sous l'influence d'une crête barométrique dans son quadrant Est et d'une dépression coupée au sud-ouest.
Le 11 février, le système a été classé comme tempête tropicale modérée Daya alors qu'il se trouvait à environ 545 km au sud-sud-ouest de Saint-Denis. Elle a accéléré vers le sud-est sous l'influence de la crête et une divergence favorable vers le pôle a permis au système d'atteindre un pic avec des vents soutenus sur 10 minutes maximum de 35 kt (65 km/h) tôt le lendemain,. Daya a ensuite rapidement rencontré un fort cisaillement de vent ce qui a conduit à sa transformation en dépression post-tropicale le 12 février. Météo-France a cessé la surveillance de la dépression post-tropicale le lendemain.
Les 9 et 10 février, de fortes pluies venues de Daya ont touché des parties de Madagascar, de La Réunion et de l'île Maurice. Au cours d'une période de 24 heures, 111 mm de pluie sont tombées à Vacoas-Phœnix, à l'île Maurice et 100 mm à Saint-Denis, la Réunion. Des inondations soudaines ont endommagé des maisons et déplacé des centaines de personnes à l'île Maurice

### Cyclone tropical intenseUriah
Le 14 février, Uriah est entré dans le bassin du sud-ouest de l'océan Indien, en tant que tempête tropicale modérée, venant la région australienne où elle avait été précédemment surveillée par le bureau de météorologie de Perth. La tempête s'est déplacée généralement vers le sud-ouest, en maintenant son intensité. Tôt le 16 février, Uriah a commencé à s'intensifier, se tournant vers l'ouest et commencé à développer un œil qui est devenu évident plus tard en journée.
Le 17 février, Uriah est devenu le premier à atteindre le seuil de cyclone tropical de la saison. Continuant à s'intensifier rapidement, celui-ci est devenu un cyclone tropical intense 12 heures plus tard et a tourné vers le sud. Un cisaillement du vent du nord-ouest a par la siuite commencé à affecter le système, son apparence a commencé à se détériorer et sa convection a diminué Uriah s'est rapidement affaibli et est devenu une forte tempête tropicale le 19 février avant de se transformer en dépression post-tropicale peu de temps après. Les restes du système ont erré dans le sud de l'océan Indien jusqu'à ce qu'ils deviennent une dépression extratropicale et se dirigent vers le sud-est

### Cyclone tropical intenseEmeraude
La tempête tropicale modérée Emeraude s'est développée près de la périphérie Est du bassin le 15 mars. Grâce à des conditions environnementales favorables elle s'est rapidement intensifiée et est devenue un cyclone tropical le lendemain,. Le petit cyclone a progressé lentement vers l'ouest-nord-ouest, continuant à se renforcer rapidement. Emeraude est devenu un cyclone tropical intense tôt le 17 mars, atteignant des vitesses de vent soutenues maximales sur 10 minutes de 205 km/h.
Sous l'influence d'un renforcement de la crête subtropicale située au nord-est, le mouvement d'Emeraude commença à ralentir et à tourner vers l'est. Le cyclone a alors été rapidement affecté par l'augmentation du cisaillement du vent et la diminution de la température de surface de la mer induite par le brassage de son mouvement lent, ce qui a entraîné un affaiblissement significatif. Incapable d'atteindre des conditions favorables, Emeraude s'est affaibli en dessous de l'intensité d'un cyclone tropical à 6 h UTC le 18 mars, 24 heures après avoir atteint son intensité maximale.
Le système s'est même brièvement affaibli en une tempête tropicale modérée avant de se renforcer tôt le lendemain une fois qu'il a atteint des eaux plus chaudes Emeraude s'est dirigée vers le sud et s'est rapprochée de la force d'un cyclone tropical le 19 mars, mais est demeurée une tempête tropicale intense. Les conditions sont redevenues défavorables et le cisaillement du vent a augmenté, poussant la convection loin du centre du système, permettant à un nouvel affaiblissement de se produire. Emeraude est devenue une dépression tropicale le 21 mars puis dépression résiduelle qui s'est dissipé le 23 mars, juste au sud des eaux où il avait atteint son intensité maximale cinq jours auparavant.

### Tempête tropicale modérée07
Une perturbation tropicale s'est formée dans le centre de l'océan Indien, à 770 km au sud-sud-est de Diego Garcia, le 28 mars. Elle s'est intensifiée en une dépression tropicale et a été rapidement poussée vers le sud-est en avant d'un creux, loin du territoire britannique de l'océan Indien. Lors d'une réanalyse météorologique ultérieure, Météo-France a décidé que 07 s'est intensifiée en tempête tropicale modérée le même jour, sans lui attribuer un nom a posteriori, atteignant brièvement des vents maximums soutenus de 85 km/h le lendemain. Ensuite, un fort cisaillement du vent en altitude a interféré avec le système entraînant un affaiblissement rapide et une transition vers une dépression post-tropicale le 30 mars,.

### Cyclone tropical très intenseFantala
Fantala s'est formé le 11 avril au sud de Diego Garcia, une île du centre de l'océan Indien et, grâce à une crête subtropicale au sud, s'est déplacé vers l'ouest pendant plusieurs jours tout en gagnant en force sur des eaux chaudes et une diminution du cisaillement du vent en altitude,,. Tard le 17 avril, le Centre météorologique régional spécialisé cyclones de La Réunion (CMRS) de Météo-France a estimé les vents soutenus maximaux sur 10 minutes de 250 km/h. Le Joint Typhoon Warning Center (JTWC) a estimé ses vents de pointe sur une minute à 285 km/h, ce qui équivaut à une intensité de catégorie 5 sur l'échelle de Saffir-Simpson, surpassant le cyclone Agnielle de novembre 1995. Les deux données en font le cyclone tropical le plus intense enregistré dans le sud-ouest de l'océan Indien en termes de vents soutenus.
Tôt le 18 avril, Fantala a atteint sa pression centrale minimale de 910 hPa. Alors qu'il était proche de ce pic d'intensité, Fantala est passé près du groupe Farquhar des Seychelles, endommageant la plupart des bâtiments du petit archipel. Plus tard le 18, Fantala s'était affaibli en un cyclone tropical intense et avait ralenti son déplacement, inversant finalement sa direction de mouvement. Après avoir fluctué en intensité, le système désorganisé a de nouveau inversé la direction, se rapprochant de la pointe nord de Madagascar. Le système a dégénéré en dépression résiduelle le 24 avril qui a continué vers la Tanzanie. Là-bas, ses fortes pluies ont provoqué des inondations qui ont emporté des routes et des maisons, tuant 13 personnes. Les pluies se sont étendues plus loin au Kenya avec des effets similaires.